# Capgrossos de Mataró
Los Capgrossos de Mataró son una colla castellera de la ciudad española de Mataró, en Barcelona, creada el año 1996. El color de la su camisa es azul marino como la bandera de la ciudad.
Los castells (castillos, torres humanas) más importantes conseguidos por la colla son el pilar de 7 amb folre (con forro, una segunda base de soporte), 5 de 8, 4 de 8 amb l'agulla (con un pilar en medio), 3 de 8 amb l'agulla, 3 de 9 amb folre, 4 de 9 amb folre y el 2 de 9 amb folre y manilles (una tercera base de soporte).
El 1 de noviembre de 2010 se convertían en la quinta colla de la historia que consigue un castell de los llamados de gama extra, al completar el 2 de 9 amb folre i manilles en Villafranca del Panadés en la misma actuación en que los Castellers de Vilafranca completaban el primer 2 de 8 net (sin folre) de la historia.

## El nombre
La colla escogió el nombre Capgrossos (Cabezones) debido a que querían un nombre diferente a las otras collas y que hiciera referencia a su ciudad. La palabra capgròs (cabezón) hacía referencia a la forma histórica con la que los barceloneses se referían a los ciudadanos de Mataró.

## Historial de Castillos assolits
- 1996: pilar de 4, 4 de 6, 3 de 6, 4 de 6 amb l'agulla, 5 de 6, 2 de 6, 4 de 7, pilar de 5, 3 de 6 aixecat per sota (alzado por abajo)[3]
- 1997: 3 de 7, 9 de 6, 5 de 7, 4 de 7 amb l'agulla, 3 de 7 aixecat per sota, 2 de 7, pilar de 5 aixecat per sota[3]
- 1998: 4 de 8[3]
- 1999: 3 de 8, 2 de 8 amb folre[3]
- 2001: 5 de 8 (c)[3]
- 2002: pilar de 6 (c), 5 de 8, 3 de 9 amb folre[3]
- 2003: pilar de 6[3]
- 2004: 4 de 9 amb folre[3]
- 2005: 4 de 8 amb l'agulla, pilar de 7 amb folre[3]
- 2006: 9 de 7
- 2009: 3 de 7 amb l'agulla, 3 de 8 amb l'agulla
- 2010: 2 de 9 amb folre i manilles[4]
- 2011: 5 de 7 amb l'agulla, 7 de 7
- 2012: 7 de 8

### Mejor actuación
- 3 de 9 amb folre, 4 de 9 amb folre, 2 de 9 amb folre i manilles', 1 pilar de 7 amb folre. (1 de noviembre de 2014 - Diada de Tots Sants en Villafranca del Panadés)

## Actuaciones fuera de Cataluña
- Manacor (Islas Baleares), 2001,[3] 2007
- Palma de Mallorca (Islas Baleares), 2003[3]
- Alcora (Castellón), 2004[5]
- Algemesí (Valencia), 2007[6]

- Olite (Navarra), 2010[7]

### Actuaciones en el extranjero
- Londres (Inglaterra), 2006[3]
- Créteil (Francia), 2008[6]
- Thane (India), 2014

## Organización interna

### Delegados
- 1996: Joan Saborido Badia[8]
- 1997 al 2001: Ramon Bach Casas[8]
- 2002 al 2005: Sergi Valdé Guañabens

### Presidentes
- 2006 al 2010: Carles Guanyabens Calvet[9]
- 2011 al 2013: Jordi Fornells[9]
- 2014 al 2015: Teresa Navarro i Andreu

### Caps de colla
- 1996 al 1998: Martí Esquerra Saurí[8]
- 1999 al 2007: Xavier Castellví Iglesias
- 2008 al 2011: Lluís Feliu i Mateu
- 2012 al 2014: Josep Maria Mia Castellví Iglesias[9]
- 2015: Jordi Gonzàlez Porta